# Oribatella foliata
Oribatella foliata är en kvalsterart som beskrevs av Krivolutsky 1974. Oribatella foliata ingår i släktet Oribatella och familjen Oribatellidae. Inga underarter finns listade i Catalogue of Life.